# Komandérie
Komandérie ťün (čínsky pchin-jinem jùn, znaky 郡) byly historické správní celky v Číně. Vznikly v období Jar a podzimů, přetrvaly až do zrušení po zániku říše Tchang. 

## Historie
V období Jar a podzimů byla území získaná soupeřícími čínskými státy na úkor sousedů organizována do okresů sien (縣), postupem doby v pohraničních územích, méně osídlených, ale se silnou vojenskou přítomností, vznikaly komandérie ťün. V období válčících států komandérie získaly na velikosti a dělily se na okresy.
V říši Čchin byly komandérie ťün nejvyššími útvary regionální správy. Skládaly se z okresů. Při založení císařství roku 221 př. n. l. byla říše rozdělena na 36 komandérií, později, po připojení nových území, byl jejich počet zvýšen na 42. V čele komandérií stál guvernér šou (守). Vojenským jednotkám umístěným v komandérii velel, nezávisle na guvernérovi, velitel komandérie wej (尉).
Říše Chan zachovala dělení na komandérie a okresy, přičemž na úrovni komandérií stála autonomní království, později knížectví (王國, wang-kuo). Během doby bylo několik komandérií sdruženo v kontrolní oblasti pu (部), později přejmenované na čou (州), které se koncem chanského období vyvinuly v regulérní správní útvary, kraje čou. Komandérie tím klesly na pozici druhé nejvyšší jednotky.
V čele komandérií stál guvernér šou (守), případně ťün-šou (郡守), za císaře Ťing-tiho (vládl 157–141 př. n. l.) přejmenovaný na tchaj-šou (太守). V okrajových oblastech říše komandérie vedl guvernér pohraniční komandérie čang-š’ (長史). Vojskům v komandérii velel velitel wej (尉), za Ťing-tiho přejmenovaný na tu-wej (都尉). Podle počtu obyvatel byly komandérie rozřazeny do devíti kategorií.
Třístupňový správní systém kraj–komandérie–okres zůstal zachován i v následujících staletích. Výrazně však vzrostlo množství správních jednotek i úředníků, od konce Chanů do počátku říše Suej počet komandérií vzrostl šestapůlkrát, počet krajů dvaadvacetkrát. Wen-ti (vládl 581–604), první císaře říše Suej, proto komandérie (v počtu přes 500 v severní Číně) zrušil a zavedl dvoustupňový systém kraj–okres. Přičemž počet krajů čou omezil na 190; podléhalo jim 1255 okresů. O jedno a půl století později tchangský císař Süan-cung (vládl 712–756) roku 742 kraje čou přejmenoval na komandérie ťün (přičemž změnil i jejich jména) a krajské zástupce na guvernéry tchaj-šou. Roku 758 však byly změny vráceny zpět a místo komandérií opět zaujaly kraje (se jmény které nesly do roku 742).
Říše Sung, vzniklá roku 960, se vrátila ke krajům. Pojem komandérie se však v dalších stoletích (až po říši Čching) udržel jako neoficiální označení krajů a/nebo prefektur fu. Přetrval i jako část některých aristokratických titulů, jako např. kníže komandérie ťün-wang (郡王), nebo vévoda komandérie ťün-kung (郡公).